# Po’ Girl
Po’ Girl ist eine kanadische Band aus Vancouver. Der Bandname ist eine Kurzform für englisch Poor Girl, übersetzt „armes Mädchen“.
Die Gruppe wird je nach Quelle dem Alternative Country und dem Folk zugeordnet.

## Geschichte
Gegründet wurde die Band im Jahre 2002 von Allison Russell und Trish Klein. Durch häufige Wechsel in der Besetzung ist nach und nach die heutige Besetzung entstanden, welche für Touren noch um diverse Live-Musik ergänzt wird. Sängerin Alison Russel ist außerdem Gründungsmitglied des Folk-Duos „Salt“ (später in „Sofia“ umbenannt), das ehemalige Mitglied Trish Klein hat nach ihrem Ausstieg die Country-Band „Be Good Tanyas“ gegründet.

## Diskografie
- Po’ Girl (2003)
- Vagabond Lullabies (2004)
- Home to You (2007)
- Deer in the Night (2009)